# Geosat Follow-On
Geosat Follow-On est un satellite d'observation de la Terre de la marine américaine. Il a été opérationnel pendant une décennie, de 1998 à 2008. Il prend la suite des missions de Geosat.
Construit par Ball Aerospace & Technologies, le satellite emporte, comme charge utile principale, un altimètre radar, et contribué à la mesure de l'élévation du niveau de la mer.